# Studen (Berno)
Studen – gmina (niem. Einwohnergemeinde) w Szwajcarii, w kantonie Berno, w regionie administracyjnym Seeland, w okręgu Seeland. 

## Demografia
W Studen mieszkają 3 372 osoby. W 2020 roku 23,8% populacji gminy stanowiły osoby urodzone poza Szwajcarią.

## Gospodarka
Znajduje się tutaj zakład Cadillac Europe wchodzący w skład koncernu General Motors.

## Transport
Przez teren gminy przebiegają autostrada A6 oraz droga główna nr 6.